# Kerrie

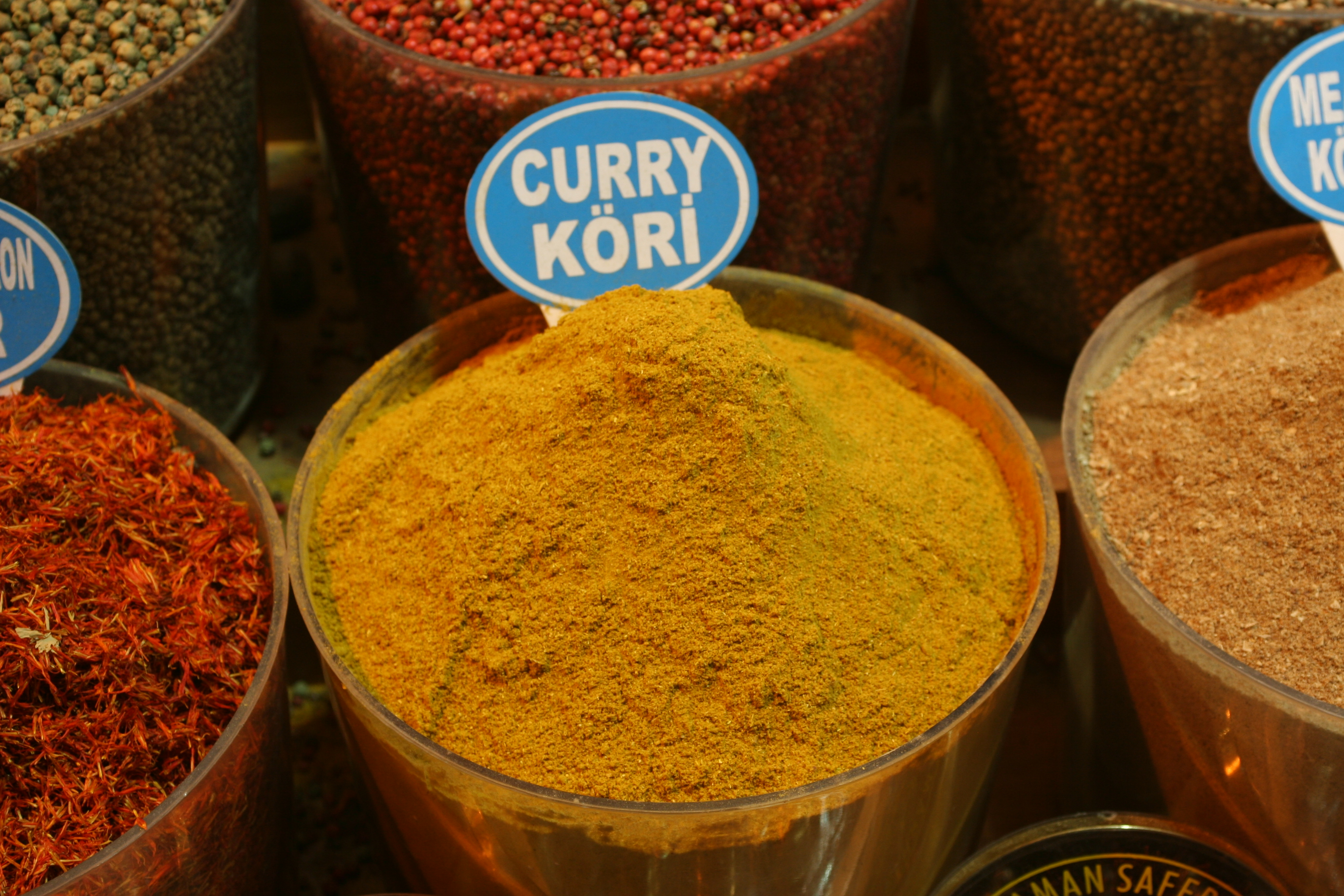
Kerrie

Kerrie is een in de keuken gebruikt mengsel van specerijen, en ook wel de naam voor de daarmee bereide gerechten, maar in dat geval wordt, in Nederland, over het algemeen alleen de benaming ‘curry’ gebruikt. In België spreekt men bij curry over de specerij. Het woord 'kerrie' is een verbastering van het Tamil-woord kari (Engels: curry), dat saus betekent.

## Geschiedenis
Kerrie is afkomstig uit India, waar het woord “kari” saus betekent. Het gebruik van dit type kruidenmengsels werd door de Engelsen overgenomen, waarbij het woord verhaspeld werd tot “curry”. De toepassing van kerrie in de Indonesische keuken is door de Indonesiërs van India overgenomen. Via Indonesië is het gebruik van kerrie in Nederland terechtgekomen. Migranten uit India en Indonesië brachten het naar Suriname.

## Keukens

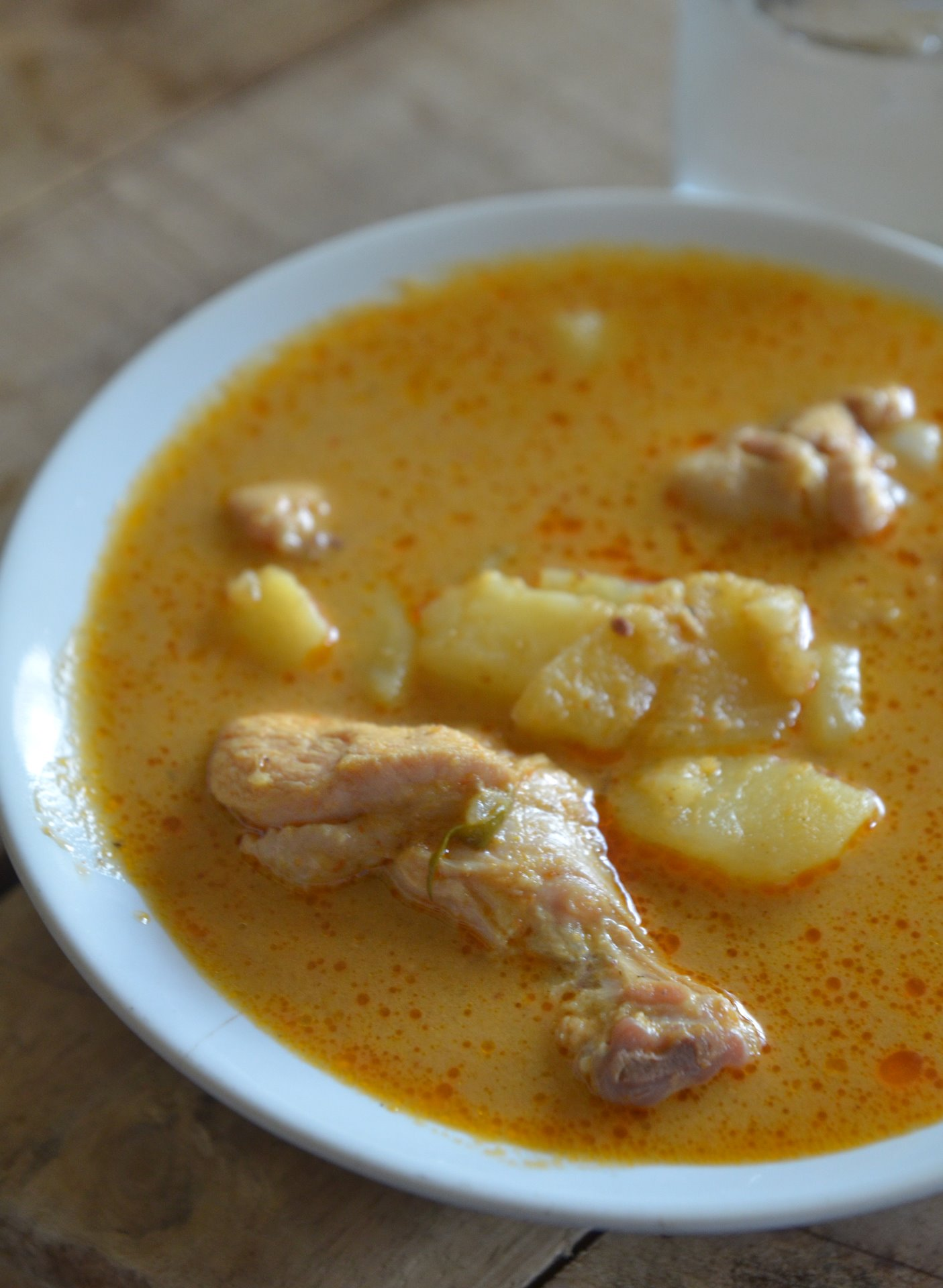
Thaise kaeng kari

Kerrie wordt traditioneel vooral in India, Engeland, Pakistan, Maleisië, Zuid-Afrika en Suriname veel gebruikt. De scherpste kerriemengsels uit India zijn afkomstig uit Chennai en Kerala. In India wordt naast gele kerrie ook een rode kerrie gebruikt, waarbij de rode kleur afkomstig is van rode pepers. In het algemeen geldt: hoe roder, hoe heter.
Een globale schaal van scherpteaanduidingen is: Mild, Curry, Madras, Vindaloo (naar het gelijknamige recept) en Phall. De laatste twee worden voor ongetrainde westerlingen niet aanbevolen, maar ook een kerrie Madras zoals geserveerd in een Indiaas of Pakistaans restaurant is vele malen heter dan de potjes 'Madras'-poeder in een Nederlandse supermarkt. In Engeland zijn vooral in de omgeving van Birmingham de 'Balti'-gerechten populair, een Brits-Indiase specialiteit gekenmerkt door een vrije stijl en het ruime gebruik van verse korianderbladeren.
Ook in de Thaise keuken wordt kerrie gebruikt maar de meeste Thaise currygerechten (Thais: แกง; kaeng) zijn niet gemaakt met kerriepoeder maar van mengsels van verse kruiden en specerijen die afwijken van de specerijen in de kerries van het Indisch subcontinent. Alleen de kaeng kari is vergelijkbaar en wordt in Thailand dan ook gezien als een Thaise adaptatie van een Indiase kerrie.
De meeste currygerechten in de Indonesische keuken zijn niet vergelijkbaar met de Indiase kerries. Ook hier zijn de ingrediënten meestentijds verse kruiden en specerijen. Maleisië kent meer gerechten waarin kerriepoeder wordt gebruikt, een en ander doordat er, vergeleken met Indonesië, verhoudingsgewijs veel mensen wonen van Indiase en Sri Lankaanse afkomst.
Japan en China (met name Hongkong) hebben hun eigen varianten op Indiase kerries. In deze currygerechten wordt Indiase kerriepoeder gekookt in een bouillon en daarna gebonden met bijvoorbeeld maiszetmeel.

## Samenstelling
De samenstelling van kerriepoeder varieert sterk. In elk geval zitten in kerriepoeder de volgende specerijen:
- gember, ook wel djahé genoemd
- kardemom
- kummel oftewel karwij
- komijn, het Indonesische djinten
- koriander oftewel ketoembar
- kruidnagel oftewel tjenkeh
- kurkuma, ook koenjit of Indiase geelwortel genoemd, dat de sterke gele kleur van kerrie veroorzaakt
- zwarte peper

In varianten van kerrie kunnen onder meer ook de volgende ingrediënten toegepast worden:
- anijs
- foelie
- kaneel
- cayennepeper of andere scherpe pepersoorten
- fenegriek
- nootmuskaat
- zwart mosterdzaad
- maanzaad
- venkel

## Toepassing
De smaak van kerrie komt het beste tot zijn recht als het kruidenmengsel eerst heet gebakken wordt met bijvoorbeeld fijngesneden ui, en daarna pas de groenten of het vlees toegevoegd worden.
In supermarkten in sommige Europese landen zijn naast poeders ook kerriepasta's verkrijgbaar die de Indiase curry dichter benaderen. Kerrie is een bestanddeel van allerlei kant-en-klare kerriesauzen en -poeders. De smaak van deze verwesterde kerrie wijkt af van de smaak in originele Indiase kerriegerechten.